# David Dhawan
David Dhawan, nato Rajinder Dhawan (Jalandhar, 16 agosto 1960), è un regista indiano. Ha studiato presso il Film and Television Institute of India, a Pune.

## Carriera
Dhawan inizia la propria carriera come montatore, passando soltanto in seguito a lavorare come regista. Specializzatosi nella regia di film commedia, la maggior parte dei quali con protagonista Govinda, Salman Khan, Anil Kapoor o Sanjay Dutt, insieme a Raveena Tandon, Karisma Kapoor e Juhi Chawla nel ruolo della protagonista femminile. Kader Khan, Shakti Kapoor, Johnny Lever e Paresh Rawal compaiono spesso nei suoi film in ruoli secondari.
Il suo più grande successo è stato il film del 1993 Aankhen, con Govinda e Chunkey Pandey. Anche il suo film del 2007 Partner è stato un notevole successo commerciale.
Dhawan è considerato uno dei registi di maggior successo dell'industria di Bollywood, benché sia stato spesso oggetto di critica per aver copiato film di Hollywood o di altre nazioni. Dhawan è a capo della Asian Academy Of Film & Television e della Asian School Of Media Studies dove è stato premiato con un Academy Award da Sandeep Marwah. David Dhawan è stato inoltre nella giuria dello show televisivo Nach Baliye 3 in onda su Star Plus nel 2008 ed in Hans Baliye.

## Filmografia
- Rascals (2011)